# Fosfopoliprenolo glucosiltransferasi
La fosfopoliprenolo glucosiltransferasi è un enzima appartenente alla classe delle transferasi, che catalizza la seguente reazione:
UDP-glucosio + poliprenile fosfato ⇄ UDP + poliprenilfosfato-glucosio
Il ficaprenile fosfato è il substrato migliore; gli altri poliprenoli posso agire come substrati, ma più lentamente.